# Vienna Cricket and Football-Club
Vienna Cricket and Football Club este un club sportiv cu sediul în Viena, destinat în principal atletismului și tenisului. În perioada antebelică, clubul vienez era recunoscut pentru fotbal și cricket.

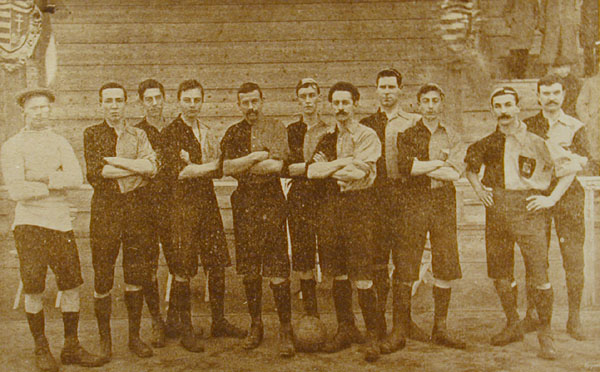
Viena Cricket and Football Club cu ocazia meciului împotriva Budapesta TC, 1897

## Istoric
Asociația britanică condusă de John Gramlick a fondat în anul 1892 un club destinat numai cricketului numit Vienna Cricket Club Wien. Mai târziu crescând popularitatea clubului a fost creată o a doua ramură sportivă: fotbal. La 23 august 1894 a fost creat Vienna Cricket and Football-Club. 
Inițial oficiali doreau ca clubul să se numească First Vienna Cricket and Football-Club pentru a evidenția că a fost primul club de fotbal din Austria. Atât First Vienna Cricket and Football-Club și First Vienna Fotball Club au trimis actele de oficializare aproape simultan către Guvernator. La 22 august 1894, First Vienna Football Club a primit certificarea, iar First Viena Cricket and Football-Club cu 24  de ore mai târziu. Prin urmare la cererea celuilalt club oficialii Criketer-ului au renunțat la First.
Așadar din cauza unei neglijențe, Vienna Cricket and Football Club este cel de al doilea club din istorie la nivel oficial. Acest eveniment a produs mare rivalitate între cele două cluburi depășind latura sportivă.

## Derby de Viena
la 15 noiembrie 1894  are loc primul meci de fotbal din capitala Austriei în cartierul Dobling. La meci au asistat circa 300 de suporteri. Meciul s-a încheiat cu scorul de 4-0 pentru Cricketer. La 29 noiembrie 1894 pe Jesuitenwiese, a fost cel de al doilea meci care s-a încheiat cu aeelași de 4-0 în favoarea lui Cricketer. Revanșa pentru First Vienna FC 1894, a venit pe 14 aprilie 1895 învingând cricketer cu 4-0.

## Palmares
- Campioană 1897-1898, 1901-1902
- Vice-Campioană 1899-1900 1903-1904
- Vice-Campioană Cupa Tagblatt 1901
- Campioană Turneul jubiliar Franz Josef 1898